# Neumania ovata
Neumania ovata är en kvalsterart som beskrevs av Marshall 1922. Neumania ovata ingår i släktet Neumania och familjen Unionicolidae. Inga underarter finns listade i Catalogue of Life.